# Orietta Berti
Orietta Berti é o nome artístico de Orietta Galimberti (Cavriago, 1 de junho de 1943) é uma cantora italiana. A artista possui fãs de todas as gerações e deles recebeu o apelido de "la marmota de Cavriago". No decorrer de sua carreira vendeu mais de 15 milhões de discos recebendo 4 discos de ouro, um de platina e dois de prata.